# Trattamento dei mori in Spagna
Per trattamento dei mori in Spagna si intendono le politiche messe in atto dai regni di Castiglia ed Aragona (confluiti poi nel regno di Spagna) nei confronti dei mudéjares e dei loro discendenti, i moriscos.

## Storia

### Origini
Tutta una serie di leggi "pragmatiche" passò a regolare la vita della popolazione mora a partire dalle Capitolazioni della resa di Granada del 28 novembre 1491, molto garantiste dei diritti (infatti permettevano largamente la continuità della religione e del modo di vivere dei mori di Granada). Queste furono applicate fino al 1499, quando la politica di accondiscendenza di frate Hernando de Talavera fu sostituita dalla mano pesante del Francisco Jiménez de Cisneros.
Il cardinale, che ricopriva un importante incarico nel patrocinio delle lettere e dell'insegnamento, pare anche andando oltre le disposizioni reali, cercò in tutti i modi di diffondere il cristianesimo tra le popolazioni musulmane, col solo esito di far sollevare i musulmani di Cordova e delle zone limitrofe (come Baza, Guadix e Ronda).
La rivolta arrivò anche ad Almería, quest'ultima nel regno di Granada e dunque soggetta al regime di garanzie (che non riguardavano gli altri possedimenti della Corona di Spagna).
Il cardinale Cisneros giustificò così l'adozione della mano pesante anche nel regno di Granada, e questo fu l'inizio della fine per l'applicazione delle garanzie previste nelle Capitolazioni di resa di Granada.

### Le leggi pragmatiche

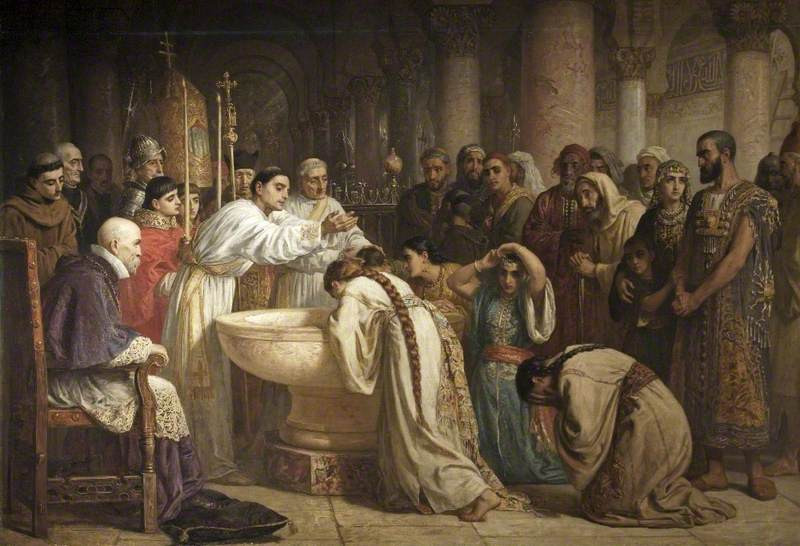
La conversione forzata dei musulmani a Granada - Dipinto del 1873 di Edwin Long.

La legge "Pragmática" del 20 luglio 1501, oltre ad un ordine di conversione forzata, proibiva ai mori castigliani (ossia, gli arabi mudéjares non convertiti al cristianesimo esistenti in altri regni regionali appartenenti alla Corona di Castiglia) di entrare nel regno di Granada (ove avrebbero trovato le garanzie ultra favorevoli della Capitolazione di Granada).
A partire dal 1502 il primo decreto sulla conversione iniziò ad esser messo in pratica seppur molto lentamente in tutto il regno compresi i Paesi Baschi, ma non fu osservato nel regno d'Aragona, dove il re Ferdinando II impedì all'inquisizione d'imporre ai musulmani la conversione al Cristianesimo.
I musulmani che rimasero e si convertirono furono chiamati moriscos.
Con una nuova legge "Pragmatica" del 1516, Cisneros, allora reggente di Castiglia, cercò di costringere i discendenti dei musulmani di Navarra ad abbandonare il loro abiti e costumi, anche se non con effetto immediato, ma concedendo qualche decennio di sospensione.
Lo stesso valse per il rinnovo dello stesso divieto nel 1526 per il regno di Aragona.

### L'espulsione
Dopo la rivolta di Las Alpujarras (regione montuosa ad Est di Granada; 1568 - 1571) fu emessa un'ultima legge di conversione, incoraggiante effettivamente l'espulsione dei musulmani. Fu emessa nel 1609 ed entrò in vigore dal 1610, ma gli ultimi musulmani lasciarono la Spagna solo dopo il 1640.

## Considerazioni di carattere generale
L'inquisizione spagnola si occupò abbastanza raramente dei moriscos (arabi battezzati), ma fissò la sua attenzione quasi ossessiva sui marrani, ossia gli ebrei battezzati. I moriscos erano in maggioranza agricoltori che poco si mescolavano alla vita urbana a differenza dei marrani. I moriscos mantennero molto a lungo costumi e stili di vita visibilmente diversi dalla maggioranza, ma proprio per questo non preoccupavano la popolazione, né suscitavano grandi gelosie.
I marrani invece mantenevano segrete le loro nostalgie verso le origini e vivevano in mezzo alla maggioranza cercando anche di affermarsi socialmente ed economicamente e questo acuiva le gelosie dei concorrenti ad incarichi statali di prestigio o a professioni importanti. Da ciò le reazioni persecutorie estreme.